# Devin Ratray
Devin Ratray (New York, 11 januari 1977) is een Amerikaans acteur, filmproducent en scenarioschrijver. 
Ratray maakte in 1986 zijn acteerdebuut als Neil Keeney  in de boekverfilming Where Are the Children?

## Biografie
Ratray heeft de high school doorlopen aan de Fiorello H. LaGuardia High School in Manhattan (New York).

## Filmografie

### Films
Uitgezonderd korte films.
- 2022: Kimi - als Kevin
- 2021: Construction - als Ray
- 2021: Home Sweet Home Alone - als Buzz McCallister
- 2021: Hollywood.Con - als Andy Slimmick
- 2019: Hustlers - als Stephen
- 2017: Girls Night Out - als Bud
- 2017: Life Hack - als Larry
- 2016: Masterminds – als Runny
- 2016: The Lennon Reporter – als Phil Bernstein
- 2015: Construction – als Ray
- 2015: 3rd Street Blackout – als Adam Daddario
- 2013: Nebraska – als Cole
- 2013: R.I.P.D. – als Pulaski
- 2013: Blue Ruin – als Ben Gaffney
- 2013: Side Effects - als patiënt van Banks
- 2011: Elevator – als Martin Gossling
- 2010: Odd Jobs – als Joe Bannon
- 2009: The Flying Scissors – als The Rock
- 2009: Surrogates – als Bobby
- 2009: Breaking Point – als Kevin
- 2009: The Winning Season – als beveiligingsagent
- 2009: The Superagent – als omroeper
- 2009: The 2 Bobs – als horizontale Bob
- 2007: The Cake Eaters – als JJ
- 2007: Serial – als Jimmy Link
- 2006: Slippery Slope – als lab assistent
- 2004: The Prince and Me – als Scotty
- 1997: Strong Island Boys – als Cal
- 1993: Dennis the Menace – als Mickey
- 1992: Home Alone 2: Lost in New York – als Buzz McCallister
- 1991: Perfect Harmony – als Shelby
- 1990: Home Alone – als Buzz McCallister
- 1989: Worth Winning – als Howard Larimore jr.
- 1989: Little Monsters – als Ronnie Coleman
- 1988: Good Old Boy: A Delta Boyhood – als Bubba
- 1988: Zits – als Oscar Opily
- 1987: If It's Tuesday, It Still Must Be Belgium – als ??
- 1986: Where Are the Children? – als Neil Keeney

### Televisieseries
Uitgezonderd eenmalige gastrollen.
- 2017-2019: The Tick - als Tinfoil Kevin - 16 afl.
- 2018: Chicago Med - als Tommy Burke - 4 afl.
- 2017-2018: Mosaic - als Nate Henry - 7 afl.
- 2005: Agent Carter – als Sheldon McFee - 2 afl.
- 1989: Heartland – als Gus Stafford – 10 afl.

### Filmproducent
- 2008: Courting Condi - film

### Scenarioschrijver
- 2011: True Bromance - film

- Bibliothèque nationale de France: cb169501496 (data)
- Gemeinsame Normdatei: 1185076239
- International Standard Name Identifier: 0000 0000 7935 6579
- Library of Congress Control Number: no2010073227
- Nederlandse Thesaurus van Auteursnamen: 378435701
- Système universitaire de documentation: 182549658
- Virtual International Authority File: 121192920
- WorldCat: E39PBJvXmqtdYrB8MhGYwchyh3